# تپه تیغستون۲
تپه تیغستون۲ مربوط به عصر آهن - دوره اشکانیان است و در شهرستان ازنا، بخش جاپلق، دهستان جاپلق شرقی، ۱/۵ کیلومتری شمال شرقی روستای مرزیان واقع شده و این اثر در تاریخ ۲۲ آبان ۱۳۸۶ با شمارهٔ ثبت ۲۰۰۸۱ به‌عنوان یکی از آثار ملی ایران به ثبت رسیده است.